# Marco Ravelli
Marco Ravelli đã được sinh ra trong Melzo, ở Ý, 22 tháng 7 1965.
Nó là một trong những Discoradio DJ quan trọng nhất, và từ năm 2006, ông làm việc tại Studio Più phát thanh.

## Hướng Nghiệp
Bắt đầu thực hiện các bước đầu tiên của mình ở tuổi 14 năm trong một đài phát thanh nhỏ Melzo (quê hương của ông) trong tỉnh của Milan, song song với các nghiên cứu đã dẫn ông tốt nghiệp là một chuyên gia trong ITIS c/o Viễn thông Gorgonzola.
Năm 1989, vùng đất trong Discoradio, và vào năm 1990 bắt đầu tiến hành Discoparade, phân loại của các đĩa nhảy múa trong câu lạc bộ, thứ hạng dẫn đầu cho đến giữa năm 2006, Discoparade trở thành, đối với nhiều người không chuyên nghiệp và một danh sách tham khảo cảnh "khiêu vũ". Năm 1994, ông bắt đầu dẫn dắt một chương trình mới trong đầu giờ chiều gọi là DDD (Discoradio Disco Dance) hoàn toàn dành riêng để nhảy và âm nhạc trẻ, trong một thời gian ngắn, DDD trở thành một chương trình giáo phái cho những người trẻ, vì thế ý tưởng của một "trạm vũ điệu" Discoradio 24 giờ 24.
Trong mùa hè năm 2006, được chuyển giao để Nhóm Rds Discoradio, và ngày 30 tháng 11 năm 2006, đóng cửa của nó sau gần 12 năm DDD Nhân dịp này, Marco Ravelli, giọng nói của tổ chức phát hành trong 17 năm qua và Giám đốc nghệ thuật trong nhiều năm, chia tay đến Discoradio. 
2007/06/06 bởi Marco Ravelli Studio Đài phát thanh luôn luôn với một chương trình khiêu vũ được gọi là "Let's Dance".